# Anders Ros
Anders Emanuel Ros, född 30 december 1806 i Leksands socken i Dalarna, död 14 februari 1887 i Stockholm, var generaldirektör och riksdagsman.
Ros tog studenten i Uppsala 1825 och avlade två år senare hovrättsexamen. Han blev 1843 häradshövding i Ångermanlands Norra domsaga samt var under riksdagarna 1847–1848 och 1850-1851 av K. M:t förordnad till bondeståndets sekreterare. Ros utnämndes 1856 till landshövding i Norrbottens län samt upphöjdes 1858 i adligt stånd under namnet Ros. Åren 1859–1875 var han generaldirektör och chef för Skogsstyrelsen. Han valdes år 1863 in i lantbruksakademien. Som medlem av Riddarhuset deltog Ros i tre ståndsriksdagar samt var därunder ledamot av allmänna besvärs- och ekonomiutskottet. Vid det första tvåkammarvalet 1866 valdes han av Västernorrlands läns landsting till ledamot av riksdagens första kammaren och bevistade som sådan riksdagarna 1867–1875. 
Som förste chef för den nyinrättade Skogsstyrelsen var det Ros som organiserade ämbetsverket med skogs- och jägeristaten samt skogsläroverken. Att Ros vid dessa arbeten ej sparade sina krafter, vittnar mängden av förordningar och cirkulär, som utfärdades under tiden för hans chefskap. Bland viktiga och mera omfattande förordningar var: stadgarna för skogsläroverken (1860) och (1871), jaktstadgan, utsyningsförordningarna (1865) och (1874), förordning om hushållningen med de allmänna skogarna i riket, instruktion för Skogsstyrelsen och skogsstaten samt förordningar om avsättande av mark till kronoparker. Anders Ros är begravd på Norra begravningsplatsen utanför Stockholm.